# Feudin' Rhythm
Feudin' Rhythm è un film del 1949 diretto da Edward Bernds.
È una commedia musicale statunitense a sfondo western con Eddy Arnold, Gloria Henry e Kirby Grant.

## Produzione
Il film, diretto da Edward Bernds su una sceneggiatura di Barry Shipman, fu prodotto da Colbert Clark per la Columbia Pictures e girato dal 6 al 16 luglio 1949.

## Distribuzione
Il film fu distribuito negli Stati Uniti dal 3 novembre 1949 al cinema dalla Columbia Pictures. È stato distribuito anche nel Regno Unito con il titolo Ace Lucky.